# Baszta Tkaczy w Chojnowie
Baszta Tkaczy (niem. Weberturm) – gotycka baszta z pierwszej połowy XV wieku, będąca częścią fortyfikacji miasta Chojnowa. Obiekt wpisany do rejestru zabytków nieruchomych województwa dolnośląskiego.

## Lokalizacja

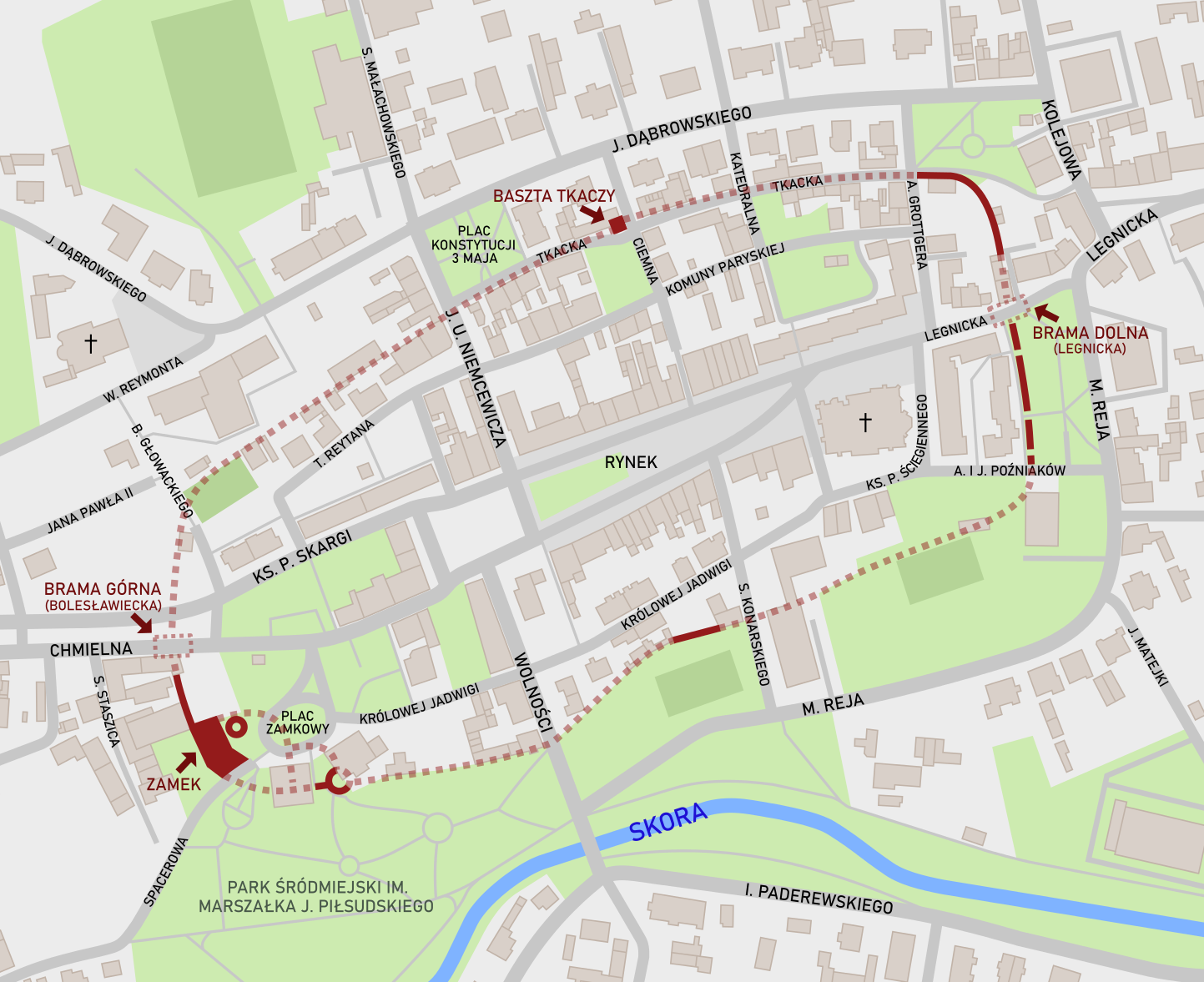
Mapa murów obronnych i elementów fortyfikacji Chojnowa

Baszta Tkaczy położona jest przy skrzyżowaniu ulic Tkackiej i Ciemnej, w północnej części starego miasta, w odległości 100 metrów od Rynku. Wieża w całości zlokalizowana jest na działce nr 280/3.
Do obiektu od strony zachodniej i północnej przylegają piętrowe budynki oblicowane cegłą licówką wzniesione w XIX wieku. Budynki są poprzedzone ogródkami otoczonymi żelaznymi płotami. Od strony południowej basztę poprzedza plac powstały po rozbiórce istniejącej tam dawniej zwartej zabudowy. Od północy Baszta Tkaczy oraz przylegające do niej budynki sąsiadują z XIX-wieczną zabudową willową - powstałą w miejscu dawnej fosy - rozciągającą się wzdłuż ulicy Jarosława Dąbrowskiego. Pozostałe sąsiadujące z basztą tereny charakteryzuje zabudowa zwarta.

## Historia

### Jako część obwarowań miejskich i więzienie
Powstanie obiektu nastąpiło przypuszczalnie około 1400 roku; podstawą tego wniosku są badania cegły użytej do budowy baszty, identycznej z tą, z której wzniesiono na przełomie XIV i XV wieku chojnowski kościół farny. Pierwsza wzmianka o ulicy Tkackiej (przy której znajduje się baszta) pochodzi z 1398 roku, natomiast najstarszy znany dokument potwierdzający istnienie budowli sporządzony został w 1572 roku. Budowla przydzielona została miejscowemu cechowi tkaczy, wzmiankowanemu po raz pierwszy w 1332 roku; stanowił on jedną z liczniejszych grup rzemieślniczych średniowiecznego Chojnowa. Od swojego powstania Baszta Tkaczy, wraz z bastejami wzniesionymi po wojnach husyckich, należała do systemu obronnego północnej kurtyny obwarowań miejskich.
Prawdopodobnie w XVI wieku baszta została zwieńczona całkowicie przebudowaną w późniejszych latach attyką. W tym okresie również wewnątrz baszty ulokowano więzienie. W 1631 roku, decyzją radnych, w wieży osadzono grupę mieszczan uchylających się od płacenia podatków oraz odmówiono więźniom jedzenia. Sytuacja spowodowała niezadowolenie wśród mieszkańców Chojnowa, którzy zwrócili się do księcia ze skargą na radnych. Pokarm dla osadzonych w baszcie dostarczany był bezpośrednio przez mieszczan za pomocą koszów wciąganych sznurami na szczyt wieży. Masywna bryła wieży była także miejscem schronienia w czasie zagrożenia. W 1642 roku, podczas plądrowania grodu przez wojska szwedzkie, wewnątrz schronienie znalazło kilku mieszkańców – najeźdźcom nie udało się sforsować murów.

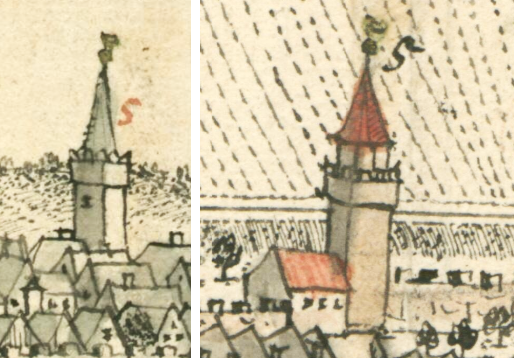
Wizerunki Baszty Tkaczy z XVIII-wiecznego rysunku autorstwa Friedricha Bernharda Wernera

Baszta Tkaczy kilkukrotnie ulegała pożarom. Obiekt był odbudowywany w latach 1651–1692 oraz w 1749 roku. Podczas pierwszej odbudowy baszta zyskała ośmioboczną nadbudówkę, która zwieńczyła konstrukcję. Sama odbudowa była możliwa dzięki darowiźnie jednego z tkaczy. Zwieńczeniem odbudowy było przytwierdzenie kopuły ufundowanej przez Johanna von Reinhardtena, cesarskiego kapitana podporucznika w książęcym regimencie Lotaryngii.
Wizerunek Baszty Tkaczy z połowy XVIII wieku znamy dzięki rysunkowi przedstawiającemu panoramę Chojnowa autorstwa Friedricha Bernharda Wernera zawartemu w Topographia oder Prodromus Delineati Principatus Lignicensis Bregensis, et Wolaviensis. Przedstawia on wieżę z attyką i wysoką nadbudówką zwieńczoną dachem namiotowym. Wygląd wieży dokumentuje także urbarz z 1754 roku, według którego baszta do gzymsu miała 5 prętów wysokości, a jej boki mierzyły 1 pręt i 2 stopy długości. Wymiary te znajdujemy również w rękopisie autorstwa burmistrza Johanna G. Schuberta z 1810 roku, który ponadto podaje, że baszta przykryta jest dachówką, a dach wieńczy pozłacana gałka oraz wiatrowskaz.

### Zagospodarowanie obiektu po wyburzeniu murów obronnych

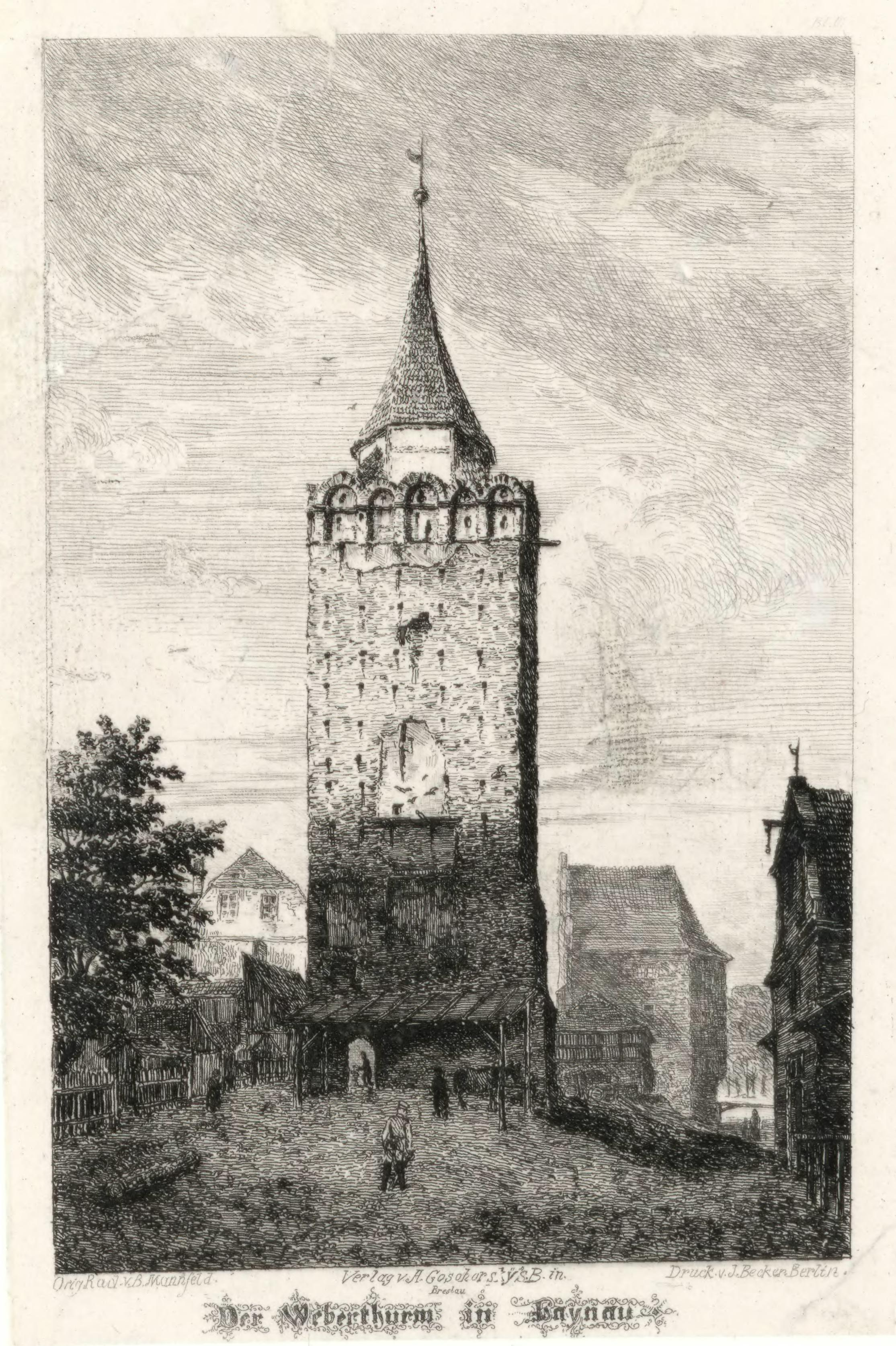
Baszta Tkaczy z dawną nadbudówką na akwaforcie autorstwa Bernharda Mannfelda z XIX wieku

Pod koniec XVI wieku, na skutek licznych uszkodzeń i braku modernizacji, funkcja ochronna murów obronnych Chojnowa zaczęła maleć. Miasto było wielokrotnie plądrowane, między innymi podczas wojny trzydziestoletniej, co dodatkowo przyczyniło się do degradacji fortyfikacji. W latach 1806–1813 Chojnów znajdował się na trasie przemarszów wojsk biorących udział w wojnach napoleońskich, co wpłynęło na osłabienie obronności miasta. Kluczowym momentem było jednak wycofanie się wojsk francuskich w 1813 roku, podczas którego zniszczono większą część miejskich fortyfikacji. Proces dalszej rozbiórki pozostałości murów przyspieszył po 1845 roku, kiedy to rozpoczęła się intensywna rozbudowa miasta poza średniowieczny obwód obronny. Pomimo tego Baszta Tkaczy, jako jedna z niewielu budowli obronnych, została zachowana. 
Z czasem wieża ewoluowała z obiektu militarnego w przestrzeń o znaczeniu kulturowym i edukacyjnym. W 1903 roku w Chojnowie rozpoczął się proces organizacji pierwszego miejskiego muzeum, na siedzibę którego wytypowano Basztę Tkaczy. Otwarcie placówki poprzedziła generalna renowacja, jaką wieża przeszła w latach 1904–1905; w ramach prac dokonano m.in. rekonstrukcji attyki oraz, co potwierdzają fotografie z tamtego okresu, zrealizowano całkowicie nową wyższą nadbudówkę o konstrukcji ryglowej. W 1908 roku w baszcie uroczyście zainaugurowano funkcjonowanie Muzeum Starożytności (niem. Alterthums-Museum), które w 1933 roku zostało przeniesione do budynku zamku Piastów legnicko-brzeskich.

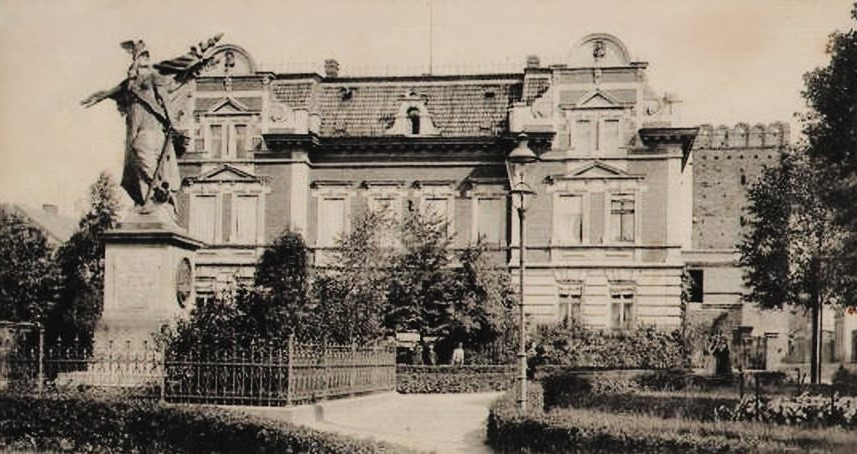
Plac Wilhelma (obecnie Konstytucji 3 Maja) w 1903 roku. Z prawej strony widoczna Baszta Tkaczy. Uwagę zwraca brak nadbudówki, która została zrealizowana od nowa podczas remontu w latach 1904–1905

Po II wojnie światowej Chojnów znalazł się w granicach Polski. Sam obiekt przetrwał działania wojenne i przez kilka dziesięcioleci był nieużytkowany. W 1967 roku wieża przeszła prace konserwacyjne. Wiosną 1983 roku swoją siedzibę w Baszcie Tkaczy ulokowała 9. Lotniczo-Modelarska Drużyna Harcerska im. Dywizjonu 303. Do przejęcia opieki nad obiektem doszło po wniosku złożonym przez Komendę Hufca Związku Harcerstwa Polskiego w Chojnowie. Władze miasta zgodziły się na przekazanie wieży harcerzom oraz wyraziły chęć przeprowadzenia remontu na własny koszt, w ramach którego założono instalację elektryczną oraz ogrzewanie. Wewnątrz ulokowano szatnię, dwie toalety, modelarnię, Izbę Tradycji Drużyny, harcówkę i magazynek sprzętu. W pierwszej dekadzie XXI wieku funkcję gospodarza wieży przejęło Bractwo Rycerskie Grodu Chojnów.
Ostatnie prace remontowe Baszta Tkaczy przeszła dwuetapowo w latach 2010 i 2013. W ramach pierwszego etapu zrealizowano: ściągi poprzeczne i podłużne ścian zewnętrznych, sklejenie pęknięć w nadprożach, renowację attyki z wykonaniem obróbek blacharskich, wymianę konstrukcji szachulcowej oraz okien dębowych, odtworzenie gzymsów, remont galeryjki widokowej, rozebranie pokrycia hełmu, impregnację i pokrycie wieży dachówką karpiówką oraz prace we wnętrzu. Drugi etap skupiał się na wnętrzu i obejmował: skucie oraz uzupełnienie i położenie nowych tynków, renowację podłóg, schodów i posadzki na czwartym piętrze, wymianę stolarki okiennej i drzwiowej oraz prace malarskie. Po remoncie w 2014 roku Baszta Tkaczy stała się drugim obiektem Muzeum Regionalnego - wewnątrz ulokowano ekspozycję oraz otwarto punkt widokowy. 

## Architektura
Budynek w rzucie ma kształt prostokąta, zbliżonego do kwadratu, o wymiarach 7,7 x 7,8 m. Bryła wieży ma kubiczną formę, przypominającą wydłużony prostopadłościan. Wysokość budynku do zwieńczenia attykowego wynosi 18,60 m, a jego lico wystaje przed dawnymi murami obronnymi o 1,87 m. Ponad attykowym zwieńczeniem, mającym wysokość 0,90 m, znajduje się ośmioboczna nadbudówka przykryta dachem wieżowym, której wysokość do dachu wynosi 5,80 m.